# Симигин, Павел Владимирович
Павел Владимирович Симигин (родился 26 июля 1968, Комсомольск-на-Амуре, Хабаровский край, РСФСР, СССР) — российский политический деятель, член партии «Единая Россия», депутат Законодательной думы Хабаровского края в 2014—2019 годах. С 2021 года — депутат Государственной думы VIII созыва.

## Биография
Павел Симигин родился 26 июля 1968 года в Комсомольске-на-Амуре в семье рабочих. Окончил городскую школу № 11, поступил в местный политехнический институт на специальность «Инженер-строитель». С 1987 по 1989 годы служил в армии начальником химической разведки ракетной части стратегического назначения. В 1992 году окончил институт по специальности «Промышленное и гражданское строительство», в 2000 году окончил Хабаровский технический университет по специальности «Юриспруденция».
С 2006 года Симигин был помощником депутата Комсомольской городской Думы. В 2009 году сам стал депутатом городской Думы пятого созыва, в 2014—2019 годах заседал в Законодательной Думе Хабаровского края шестого созыва, с 2016 года занимал пост заместителя спикера, в 2017—2018 годах руководил фракцией «Единой России». С 2019 года является заместителем секретаря регионального отделения этой партии по проектной деятельности, членом Генерального совета.
В 2021 году Симигин был избран депутатом Государственной думы и стал членом думского комитета по развитию Дальнего Востока и Арктики. Из-за вторжения России на Украину он находится под санкциями Евросоюза, США, Великобритании и ряда других стран.
Симигин женат, у него есть сын Владимир.